# 2016年夏季奥林匹克运动会中国帆船帆板队
参加2016年北京夏季奥林匹克运动会的中国帆船（帆板）队一行共计28人（不含兼任），其中运动员18人，官员与工作人员10人，领队由韦迪兼任。

## 人员构成
- 运动员（18人）：
  - 男子（11人）：
  - 女子（7人）： 徐莉佳

- 官员及工作人员（不含兼任计10人）
  - 領队：韦迪（兼任），副领队：姚新培
  - 教练员（7人）：蒋琛、林雄、唐庆财、刘小马、纪玉盛、王勇、王莹
  - 医生：苏洪，管理：许凤